# Henningsia geminella
Henningsia là một chi nấm thuộc họ Meripilaceae. Là một chi đơn loài, nó có loài duy nhất Henningsia geminella.